# Podocarpus dispermus
Podocarpus dispermus là một loài thực vật hạt trần trong họ Thông tre, chỉ tìm thấy chúng ở Queensland, Úc. Loài này được C.T.White miêu tả khoa học đầu tiên năm 1933.